# Алюмінієва бляшанка

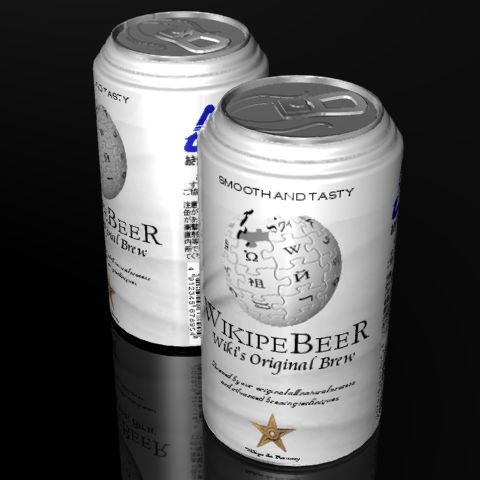

Алюмінієва бляшанка — виготовлений з алюмінієвої бляхи контейнер для зберігання та транспортування прохолодних напоїв (газованих безалкогольних напоїв, фруктових соків, трав'яного чаю), алкогольних напоїв. Така комерційна упаковка завжди придатна для переробки незалежно від того, скільки разів її переплавляють та знову використовують. 

Сучасні бляшанки для напоїв важать близько 25 грам (місткістю 0,33 л), а товщина стінки становить всього 0,08 мм.

## Технологія виробництва

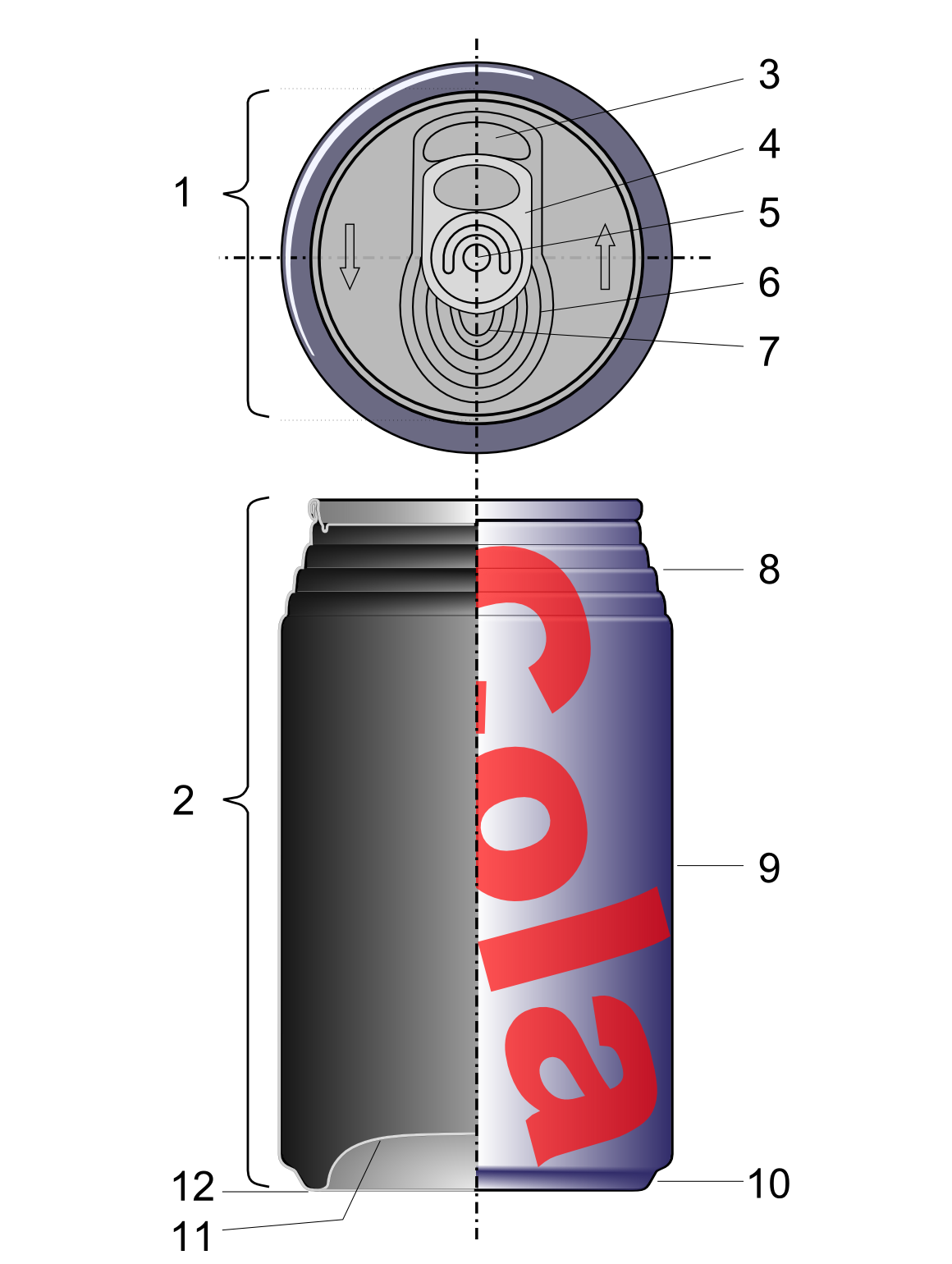

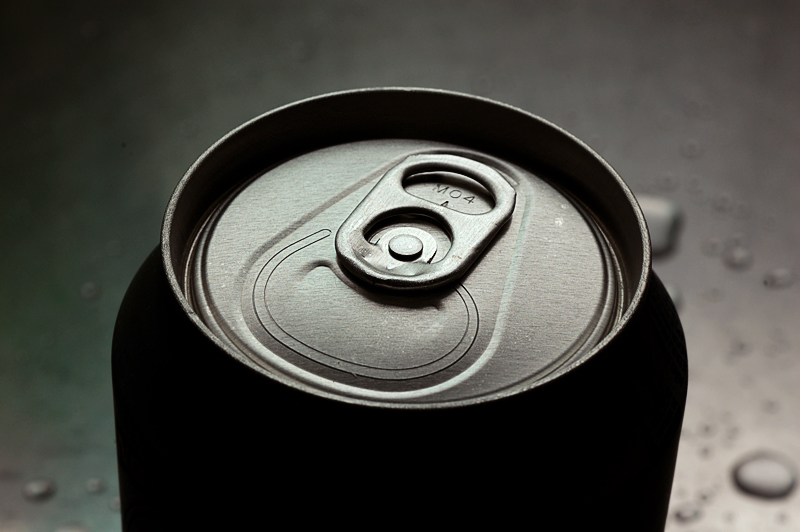
Кришка з механізмом (вушком) для відкривання алюмінієвої бляшанки

Алюмінієвий лист попадається у прес, який вибиває з нього кружки, які служитимуть заготовками для виробництва бляшанок. Штампувальний прес виконує дві операції: він вибиває диск (кружки) діаметром 14 сантиметрів і придає їм чашеподібну форму. Після цього вони потрапляють у машину, яка розтягує алюміній і утворює корпус банки. При розтягуванні, в машину подається змазка, щоб алюміній не розривався. Ця змазка одночасно відіграє роль охолоджувача, бо алюміній при розтяжці нагрівається. На сформованих корпусах очищаються і вирівнюються краї. Перевернуті вверх дном бляшанки подаються в машину для миття. Миття проводиться у 6 етапів: перші два — миття соляною кислотою підігрітою до 60 °C, наступні чотири — миття деіонізованою водою, водою з нейтральним водневим показником при температурі 60 °C. Після цього бляшанки потрапляють в сушильну машину. На цьому етапі бляшанка блищать, бо соляна кислота видалила тонкий шар алюмінію з поверхні. Валик покриває дно бляшанок шаром лаку. Це покриття дозволяє бляшанкам легко ковзати на конвеєрах та торгових автоматах, а в ультрафіолетових променях світиться блакитним кольором. На бляшанки наносять написи високошвидкісною (1800 штук за хвилину) ротаційною друкувальною машиною (система може наносити по-черзі до 5 фарб) і захисний шар лаку.
Після цього бляшанка потрапляють у сушильну камеру, де фарба моментально висихає, а захисний шар лаку — твердне. Після цього, машина наносить лак на водяній основі на внутрішню поверхню банок. Цей лак утворює бар'єр між напоєм і алюмінієм, щоб напій не мав металевого присмаку, а також перешкоджає корозії алюмінію від дії кислих газованих напоїв. Після цього банки проходять через машину, яка формує п'ятисантиметрову горловину бляшанки. Цей процес відбувається поступово: процес розбитий на 11 етапів, щоб не порвався тонкий, як папір, алюміній. Наступна машина утворює загнутий верхній край бляшанки, до якого пізніше буде прикріплена кришка з вушком для відкривання.

Старий стиль вушка у бляшанки китайського пива «Циндао» (2009 рік)

Бляшанки проходять через складну відеосистему, яка фотографує внутрішню сторону ємкості. Бляшанки, які мають дефект (вм'ятину чи фарбу всередині) відправляються на переробку. Після цього бляшанки готові до відправлення на фабрику по виготовленні напоїв, де їх наповнюють і закривають кришкою з вушком.

## Стандартні розміри
По всьому світу використовуються різні стандарти розмірів.

Австралія

В Австралії стандартний розмір становить 375 мл.

Європа

У більшості країн Європи, стандартна місткіть бляшанки — 330 мл.
У деяких європейських країнах існують інші стандарти, наприклад 500 мл, які часто використовується для пива, сидру та енергетичних напоїв.

У Великій Британії зазвичай використовується для пива 440 мл ємності.

Індію

В Індії зазвичай використовуються ємності на 330 мл.

Японія

В Японії найпоширеніші бляшанки ємністю 350 мл і 500 мл. Також використовуються великі й дрібніші банки.

Корея

У Кореї, 250 мл бляшанка є найпоширенішими для безалкогольних напоїв. Однак, при купівлі їжі (наприклад, піца або курка), супроводжуючі напої можуть бути у 245 мл бляшанках. 355 мл бляшанки використовуються головним чином в Coca-Cola і Dr Pepper. Пиво продається також в 500 мл банках.

Північна Америка

У Північній Америці стандартом є бляшанки ємністю 12 американських рідких унцій або 355 мл. Раніше в Канаді стандартного розміру були бляшанки місткістю 10 імператорських рідких унцій (284 мл), а потім, у 1980 році — 280 мл .
ПАР

У ПАР в обігу 330 мл банки, і рекламні банки місткістю 440 мл. Менше 200 мл можна буде використовувати для «міксерів», такі як тоніком або содової. Це має менший діаметр, ніж інші бляшанки.

Китай

У Китаї найпоширеніший розмір становить 330 мл. Місткіть може позначатись в метричних або імперських одиницях. Імператорське позначення записуються у вигляді дюймів + шістнадцята доля дюйму (наприклад, «202» = 2 дюйма + 2/16)

## Галерея

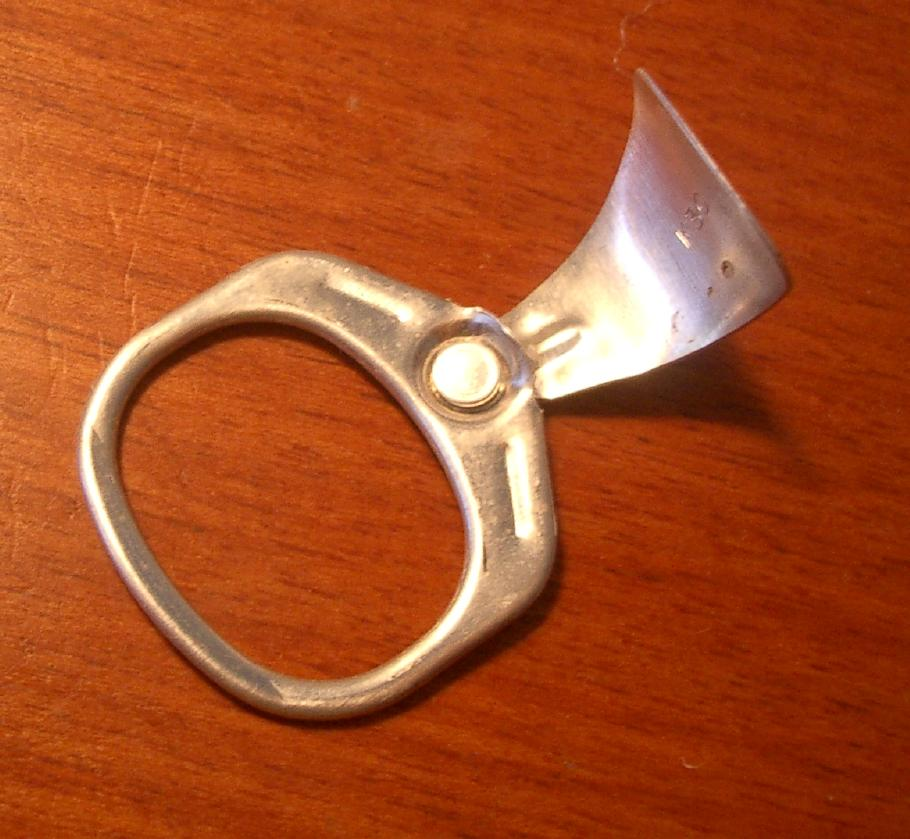
Вушко з 1970-х років.
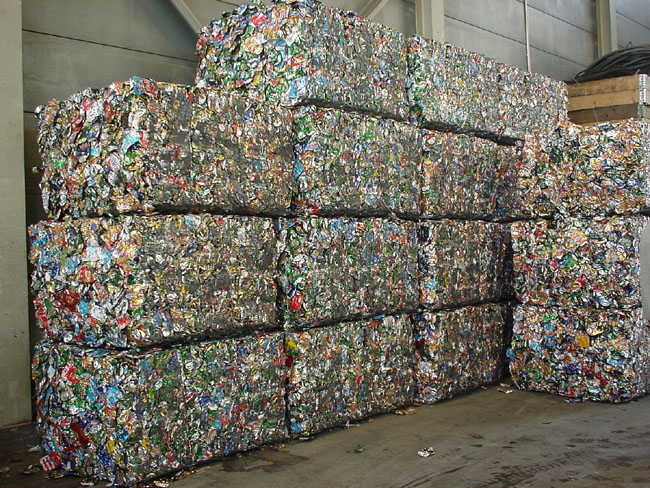
Алюмінієві бляшанки пресується в блоки для переробки
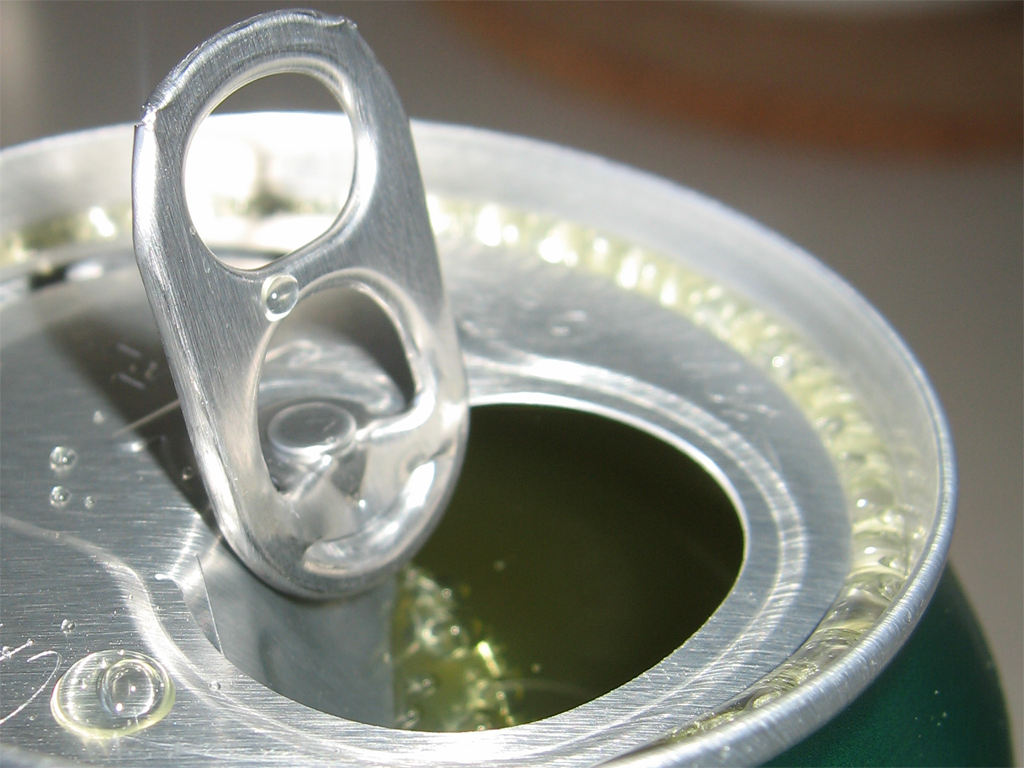
Відкрита бляшанка
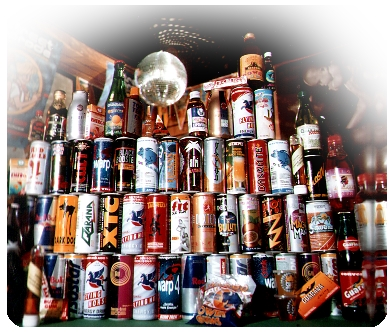
Колекція енергетичних напоїв
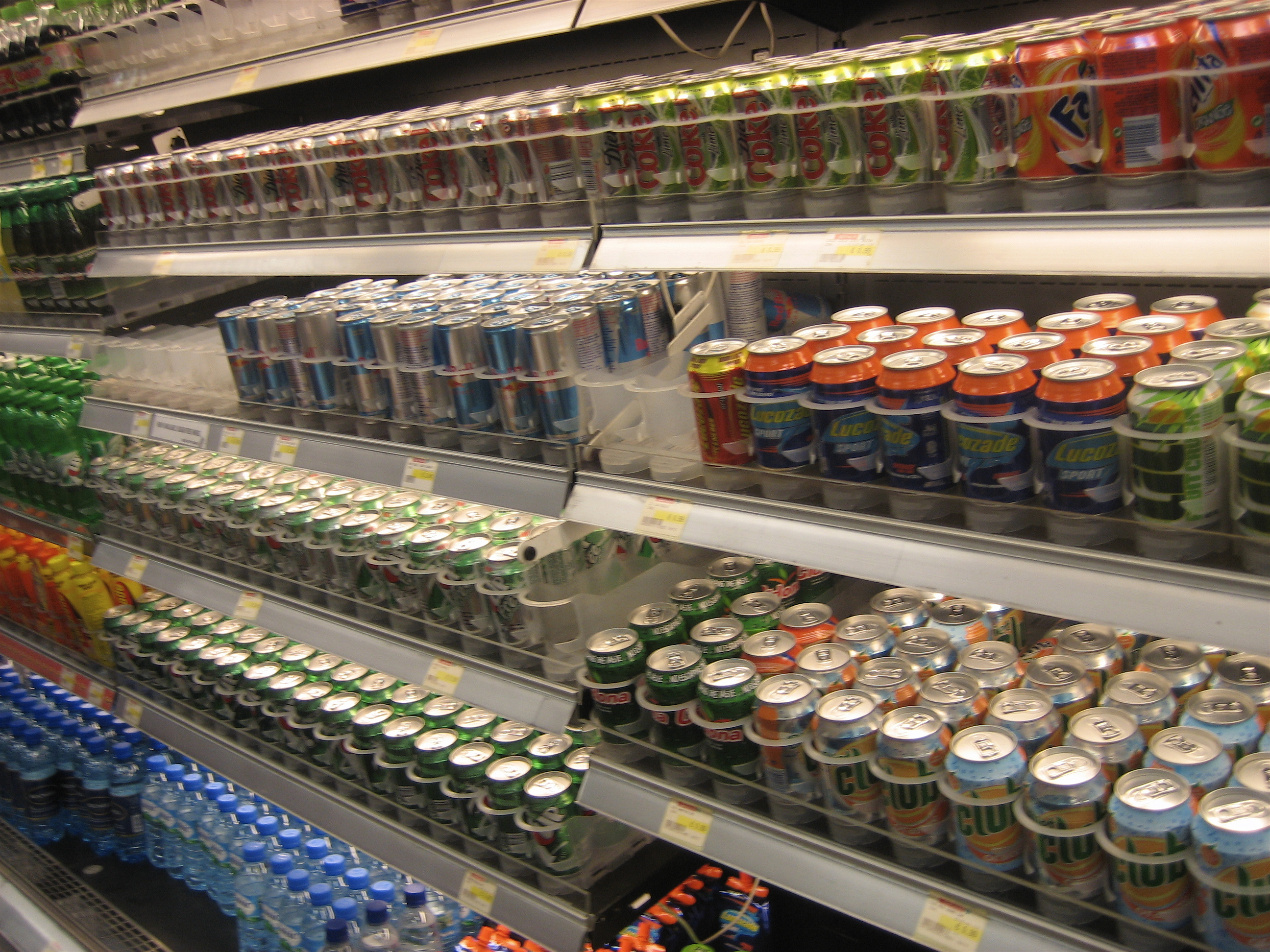
Безалкогольні напої в супермаркеті
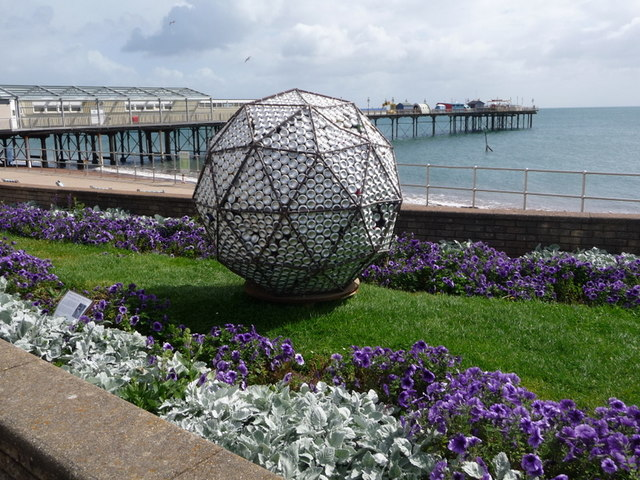
Скульптура з бляшанок